# Crespina Lorenzana
Crespina Lorenzana település Olaszországban, Toszkána régióban, Pisa megyében. Lakosainak száma 5460 fő (2023. január 1.). Crespina Lorenzana Casciana Terme Lari, Santa Luce, Orciano Pisano, Fauglia, Collesalvetti és Cascina községekkel határos.

## Népesség
A település lakossága az elmúlt években az alábbi módon változott:
| Lakosok száma | 5462 | 5420 | 5460 |
|               | 2017 | 2018 | 2023 |